# Чемпионат мира по волейболу среди мужских клубных команд 1992
4-й чемпионат мира по волейболу среди мужских клубных команд прошёл с 24 по 29 ноября 1992 года в трёх городах Италии (Флоренции, Равенне (предварительный этап) и Тревизо (плей-офф))  с участием 8 команд. Чемпионский титул во второй раз в своей истории выиграл «Медиоланум» (Милан, Италия).  

## Команды-участницы
«Сислей» (Тревизо, Италия) — команда одного из городов-организаторов;
«Мессаджеро» (Равенна, Италия) — победитель Кубка европейских чемпионов 1992;
«Банеспа» (Сан-Паулу, Бразилия) — победитель Кубка южноамериканских чемпионов 1992;
«Коросал» (Кагуас, Пуэрто-Рико) — победитель Кубка чемпионов   NORCECA 1992;
«Санг Му» (Сеул, Южная Корея) — победитель Кубка азиатских чемпионов — Кубка мира 1992;
«Клуб Африкэн» (Тунис, Тунис) — победитель Кубка африканских чемпионов 1992;
«Олимпиакос» (Пирей, Греция) — по приглашению организаторов (финалист Кубка европейских чемпионов 1992);
«Медиоланум» (Милан, Италия) — по приглашению организаторов.

## Система проведения чемпионата
8 команд-участниц на предварительном этапе были разбиты на две группы. 4 команды (по две лучшие из групп) вышли в плей-офф и по системе с выбыванием определили призёров чемпионата.

## Итоги

### Положение команд
| «Медиоланум» (Милан)        |
| «Сислей» (Тревизо)          |
| «Олимпиакос» (Пирей)        |
| 4. «Мессаджеро» (Равенна)   |
| 5—6. «Банеспа» (Сан-Паулу)  |
| 5—6. «Санг Му» (Сеул)       |
| 7—8. «Коросал» (Кагуас)     |
| 7—8. «Клуб Африкэн» (Тунис) |